# Luxiaria sesquilinea
Luxiaria sesquilinea är en fjärilsart som beskrevs av Louis Beethoven Prout 1930. Luxiaria sesquilinea ingår i släktet Luxiaria och familjen mätare. Inga underarter finns listade i Catalogue of Life.